# Свети Спас (Ораовец)
Вижте пояснителната страница за други значения на Свети Спас.
„Свети Спас“ (на македонска литературна норма: Свети Спас) е българска възрожденска православна църква във велешкото село Ораовец, в централната част на Северна Македония. Принадлежи към Повардарската епархия на Македонската православна църква.
Църквата е изградена в 1839 година. Дело е на видните представители на Дебърската художествена школа Коста и Никола Дамянов. Изписана е от Емануил Исаков. Негови са иконите в храма - иконата на Успение Богородично е подписана „Еманоилъ иконописъцъ за душевно спасенїе и тѣлесно здравѣ 1854“. Според Асен Василиев негови ще да са и стенописите в църквата. В пространството над арките в колонадата, разделяща корабите, има изрисувани църкви, едната от които е обозначена „Овава е Прилепската црковъ“. Останалите стенописи в храма са замазани. Към средата на ХХ век някои от надписите все още се четат: на Свети Атанасий „Сей образ приложила его баба Петкана Їосифица“, на Свети Антоний „1854 сей образъ приложила его Дона Дворнишка Ѧневица“, на Света Неделя „Сіе ікона пріложілъ Цоно Ѧковъ за здравѣ ему“, на Свети Илия „1847 сіе ікона приложилъ Велкоте за душа ему“, на Петър и Павел „Сейкона приложілъ Велкоте за детето Петрушъ за душа ему 1847“. Емануил Зограф украсява владишкия трон и амвона на храма, който има интересно устройство.